# Atletismo nos Jogos Pan-Americanos de 1979 - Revezamento 4x100 m masculino
A prova do revezamento 4x100 m masculino nos Jogos Pan-Americanos de 1979 foi realizada em San Juan, Porto Rico.

## Medalhistas
| Ouro                                                                     | Prata                                                               | Bronze                                                                       |
| USA Estados Unidos Harvey Glance Mike Roberson Cliff Wiley Steve Riddick | CUB Cuba Alejandro Casañas Juan Saborit Silvio Leonard Osvaldo Lara | BRA Brasil Milton de Castro Rui da Silva Nelson dos Santos Altevir de Araújo |

### Final
| Posição           | Nação                 | Nomes                                                                | Tempo | Notas |
| ----------------- | --------------------- | -------------------------------------------------------------------- | ----- | ----- |
| Medalha de ouro   | USA Estados Unidos    | Harvey Glance, Mike Roberson, Cliff Wiley, Steve Riddick             | 38.85 |       |
| Medalha de prata  | CUB Cuba              | Alejandro Casañas, Juan Saborit, Silvio Leonard, Osvaldo Lara        | 39.14 |       |
| Medalha de bronze | BRA Brasil            | Milton de Castro, Rui da Silva, Nelson dos Santos, Altevir de Araújo | 39.44 |       |
| 4                 | JAM Jamaica           |                                                                      | 39.83 |       |
| 5                 | CAN Canadá            |                                                                      | 39.92 |       |
| 6                 | PUR Porto Rico        |                                                                      | 40.28 |       |
| 7                 | TRI Trinidad e Tobago |                                                                      | 40.44 |       |